# 愛媛県道152号寺尾重信線
愛媛県道152号寺尾重信線（えひめけんどう152ごう てらおしげのぶせん）は、愛媛県西条市から東温市に至る一般県道である。

## 概要
西条市丹原町寺尾から東温市横河原に至る。

### 路線データ
- 起点：西条市丹原町寺尾（西条市丹原町寺尾交差点、国道11号交点）
- 終点：東温市横河原（横河原交差点、愛媛県道193号森松重信線終点、愛媛県道334号松山川内線交点）
- 実延長：約13 km

## 路線状況

### 道路施設

#### 橋梁
- 中川橋（中山川、西条市）

## 地理

### 通過する自治体
- 愛媛県
  - 西条市 - 東温市

### 交差する道路
| 交差する道路                                    | 市町村名 | 交差する場所 | 交差する場所                  |
| ----------------------------------------------- | -------- | ------------ | ----------------------------- |
| 国道11号                                        | 西条市   | 丹原町寺尾   | 西条市丹原町寺尾交差点 / 起点 |
| 愛媛県道151号関屋今井線                         | 西条市   | 丹原町関屋   |                               |
| 国道11号 国道494号 重複                         | 東温市   | 樋口         | 新横河原橋交差点              |
| 愛媛県道193号森松重信線 愛媛県道334号松山川内線 | 東温市   | 横河原       | 横河原交差点 / 終点           |

### 沿線
- 西条市立中山小学校
- 西条市立丹原西中学校
- 重信川
- 伊予鉄道横河原線 横河原駅（終点付近）

### 峠
- 窓峠（西条市）